# Preisdifferenzierung
Preisdifferenzierung (oder Preisdiskriminierung) ist im Rahmen der Preispolitik eines Unternehmens jede Maßnahme, für das gleiche Produkt (bei konstant bleibender Produktqualität) oder die gleiche Dienstleistung (bei konstant bleibender Dienstleistungsqualität) unterschiedliche Preise zu verlangen.

## Allgemeines
Im deutschen Sprachraum werden die Begriffe Preisdifferenzierung oder Preisdiskriminierung überwiegend synonym verwendet, wobei Preisdifferenzierung vorgezogen wird; im englischen Sprachraum wird ausschließlich von Preisdiskriminierung (englisch price discrimination) gesprochen. Preisdifferenzierung setzt voraus, dass der Anbieter durch seine Preisänderung die Preisbildung auf einem Markt beeinflussen kann, der Preis für ihn also ein Aktionsparameter darstellt; die Preisdifferenzierung ist eine besondere Form der Preisfixierung.
Abweichend von diesem Sprachgebrauch bewertet die Bundeszentrale für politische Bildung, dem Bibliographischen Institut Mannheim folgend, Preisdiskriminierung als „verbotene Verhaltensweise“. Die Europäische Union schließlich weist Touristen darauf hin, dass von Ausländern aus EU-Mitgliedstaaten keine höheren Preise als von Inländern verlangt werden dürfen. Eine derartige Preisdiskriminierung (d. h. hier: eine ungerechtfertigte Ungleichbehandlung in Form von verschiedenen Preisen) sei durch europarechtliche Vorschriften verboten. Diese Sprachverwendung orientiert sich am Umgang mit dem Begriff Diskriminierung in der Soziologie und in der Rechtswissenschaft.
Im Unterschied dazu ist in der Volkswirtschaftslehre die Verwendung des Begriffs Preisdiskriminierung üblich, ohne dass darin ein Werturteil (etwa über die Zulässigkeit oder Unzulässigkeit der Preispolitik) enthalten ist. Dieser Verwendung liegt die Bedeutung des lateinischen Verbs discriminare ‚trennen‘, ‚absondern‘, ‚unterscheiden‘ zugrunde.
Durch Preisdifferenzierung kann die unterschiedliche Zahlungsbereitschaft der Nachfrager ausgenutzt werden. Verlangt etwa ein Unternehmen einen Einheitspreis, so verzichtet es auf Deckungsbeiträge, weil ein Teil der Nachfrager bereit gewesen wäre, auch einen höheren Preis zu akzeptieren. In Höhe der Differenz zwischen dem Einheitspreis und dem (gedachten) höheren Preis entsteht eine Konsumentenrente. Ein niedrigerer Preis als der Einheitspreis (Preisuntergrenze zu Grenzkosten) wiederum hätte Nachfrager mit geringerer Zahlungsbereitschaft zum Kauf bewegt.

## Volkswirtschaftslehre
Arthur Cecil Pigou klassifizierte 1920 für die Volkswirtschaftslehre die Preisdifferenzierung in drei Grade. Bei der Preisdifferenzierung ersten Grades verlangt der Anbieter den Preis, den der Konsument maximal zu zahlen bereit ist, wobei die Konsumentenrente vollkommen abgeschöpft wird. Pigou hielt die Differenzierung dritten Grades für die am häufigsten vorkommende.

## Betriebswirtschaftslehre
In der Theorie der Preisdifferenzierung lassen sich zwei Formen unterscheiden:
- Bei der vertikalen Preisdifferenzierung gibt es unterschiedliche, voneinander unabhängige Teilmärkte mit unterschiedlichen Preis-Absatz-Funktionen. Die Preisdifferenzierung soll hier den jeweils gewinnmaximalen Marktpreis erzielen.
- Die horizontale Preisdifferenzierung geht von einer einheitlichen Preis-Absatz-Funktion für den Gesamtmarkt aus. Eine Preissenkung im Zeitablauf spricht hier unterschiedliche Käuferschichten nacheinander an. Zunächst werden die Qualitätskäufer im Hochpreissegment, danach die Smart Shopper und schließlich die Schnäppchenjäger im Billigsortiment (Rabatte und Sonderangebote) bedient. Bei jeder einzelnen Käuferschicht muss der Anbieter abwarten, bis Marktsättigung bei jeder Käuferschicht erreicht ist, bevor die nächste bedient wird.

Bei perfekter Preisdifferenzierung erhält der Anbieter die Summe aus Produzenten- und Konsumentenrente und erreicht damit wie im Falle des vollkommenen Wettbewerbs das Wohlfahrtsmaximum.
Unterschieden werden kann die Preisdifferenzierung auch nach den Graden:
| Preisdifferenzierung | Beispiele |
| -------------------- | --- |
| 1. Grades            | Auktionen, individuelle Preisverhandlungen, Frühbucherrabatte, last minute-Reisen                                                                                      |
| 2. Grades            | Bonussysteme, Mengenrabatte für Großabnehmer, Lieferpreis/Abholpreis, Transportwesen: unterschiedliche Beförderungsklassen (Luftverkehr) oder Wagenklassen (Eisenbahn) |
| 3. Grades            | unterschiedliche Käuferschichten: Qualitätskäufer, Smart Shopper, Schnäppchenjäger; Inland/Ausland, Geoblocking, Kinderermäßigungen                                    |

Bei der Preisdifferenzierung ersten Grades beträgt die Konsumentenrente „Null“, weil der Anbieter den maximalen Gewinn erzielt (Produzentenrente = 100 %), jeder Nachfrager zahlt den vollen Reservationspreis. Der zweite Grad wird bei der Marktsegmentierung genutzt, die Konsumentenrente kann nicht vollständig abgeschöpft werden. Beim dritten Grad wird die Konsumentenrente vollständig abgeschöpft. Ziele der Preisdifferenzierung sind Gewinnsteigerung, Kapazitätsauslastung, Kundenbindung, Sicherung der Wettbewerbsposition und Marktanteile. Sie senkt zudem das Lagerrisiko und trägt damit zur Kostensenkung bei.

### Preisdifferenzierung 1. Grades:perfekte Preisdifferenzierung

Preisdifferenzierung 1. Grades

Man spricht von perfekter Preisdifferenzierung, wenn es dem Anbieter gelingt, von jedem Kunden den Reservationspreis zu erhalten. So zählt die im 18. Jahrhundert gängige Praxis der Landärzte, die Höhe des Honorars nach Zahlungsbereitschaft ihrer Patienten zu richten, zu den Beispielen perfekter Preisdifferenzierung. Aber auch die Schenkökonomie kann ein Beispiel für perfekte Preisdifferenzierung sein.
Die Strategie lässt sich jedoch nur unter schwer erfüllbaren Voraussetzungen umsetzen, die gegeben sind, falls:
- die individuelle Zahlungsbereitschaft der Abnehmer bekannt ist,
- personifizierte Preise durchsetzbar sind und
- der Weiterverkauf (Arbitrage) wirksam unterbunden werden kann.

Nebenstehende Grafik soll diese Situation im Vergleich zum Monopolfall verdeutlichen. Die Preise {\displaystyle p_{1}} bis {\displaystyle p_{6}} spiegeln die maximale Zahlungsbereitschaft entsprechender Marktteilnehmer wider und bilden so die Nachfragefunktion der Konsumenten. Die Grenzkostenfunktion stellt andererseits die Angebotsfunktion dar, so dass sich im Idealfall der Preis {\displaystyle p_{6}} einstellt. Falls der Monopolanbieter einen Preis setzen kann, dann würde er sein Gewinnoptimum zwischen dem maximal erzielbaren Preis {\displaystyle p_{1}} und seinem Reservationspreis {\displaystyle p_{6}} finden und einen Gewinn in Höhe der dunkelblauen Fläche erzielen. Sind die Voraussetzungen für perfekte Preisdifferenzierung gegeben, so lässt sich sein Gewinn um die hellblaue Fläche erweitern.
Die gesamte Wohlfahrt als Summe aus der Konsumenten- und der Produzentenrente würde in diesem Fall auf das Niveau des Wettbewerbs steigen. Dies ist einer der wenigen Fälle, in denen eine Monopollösung nicht zu einem Allokationsproblem führt, bei dem es zu einer Unterversorgung mit dem Monopolgut kommt. Allerdings besteht ein scharfes Distributionsproblem, weil der Monopolist die gesamte Konsumentenrente erhält ({\displaystyle KR=0}).

### Preisdifferenzierung 2. Grades:Selbstselektion

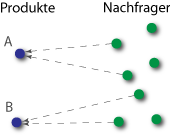
Preisdifferenzierung 2. Grades

In diesem Fall wird die Annahme über die Kenntnis der individuellen Zahlungsbereitschaft fallen gelassen, so dass der Anbieter nicht zwischen einzelnen Konsumenten oder Konsumentengruppen hinsichtlich ihrer Präferenzen unterscheiden kann. Dennoch ist der Anbieter in der Lage, mit Hilfe der Preis-, Mengen- und/oder Produktgestaltung die Zahlungsbereitschaft der Konsumenten festzustellen und auszureizen, weil sie durch ihre Wahl eigene Präferenzen offenbaren.
Im Rahmen dieser Strategie stehen dem Anbieter mehrere Optionen zur Verfügung:
- Quantitative Preisdifferenzierung durch Kopplung des Preises an die abgesetzte Menge (Mengenrabatt), um beispielsweise Großabnehmer zu identifizieren.
- Qualitative Preisdifferenzierung mit dem Ziel, qualitätssensitive Konsumenten herauszufiltern.
- Zeitliche Preisdifferenzierung bzw. horizontale Preisdifferenzierung, um zum Beispiel die hohe Zahlungsbereitschaft von Innovatoren auszunutzen oder bei Saisonbetrieben eine Hochpreisstrategie zur Hauptsaison und eine Niedrigpreisstrategie außerhalb der Hauptsaison vorzunehmen.[14]

Die Problematik der Arbitrage wird im Gegensatz zu perfekter Preisdifferenzierung deutlich entschärft, weil die Entscheidung über die Wahl einer der Alternativen dem Konsumenten überlassen wird bzw. von dessen Präferenzen abhängt und weder die einzelnen Nachfragergruppen noch die Produkte miteinander in Konkurrenz stehen. Die Grafik zeigt eine Spaltung der Nachfrage nach zwei Varianten eines Produktes, die sich hinsichtlich eines Merkmals wie zum Beispiel Qualität unterscheiden, so dass zwei separate Teilmärkte mit eigenem Nachfragerverhalten entstehen. Genauso könnte es sich auch um ein Produkt mit zwei je nach Menge unterschiedlichen Preisen handeln, was beim Käufer ebenfalls einen Optimierungsprozess auslöst.

#### Beispiel: Vermarktung von Filmrechten
Die Filmindustrie und die Filmrechtehändler setzen bei der Verwertung von Filmrechten unter anderem auf horizontale Preisdifferenzierung, bei der die Kinofilme sukzessiv alle Nachfragestufen durchlaufen. Kurz nach dem Kinostart im Herstellerland (zum Beispiel USA) oder zunehmend auch gleichzeitig kommen die lokalisierten Fassungen in die Kinos des Auslandes. Später erscheint eine oder mehrere Video-Versionen, denen Ausstrahlungen im Bezahlfernsehen folgen. Nach etwa 24 Monaten erreichen die Filme schließlich die großen Free-TV-Sender, um später bei kleinen Nischensendern zu landen.

#### Beispiel: Abonnement-Preise
Je nach Zahlungsmodalität fallen die Preise für längerfristige Verträge unterschiedlich aus. So bieten Verlage oder auch Verkehrsverbünde je nachdem, ob die Zahlung jährlich oder quartalsweise erfolgt, unterschiedliche Tarife an. Tickets mit Ausschlusszeiten, welche nur außerhalb der Hauptverkehrszeit (zu der zusätzliche Kapazität besonders teuer bereitzustellen ist und in der die Nachfrage besonders hoch ist) genutzt werden können, werden oft stark verbilligt angeboten. Hierbei werden Kundengruppen, deren Fahrtzeitpunkt flexibel ist (Rentner, Arbeitslose, Studenten o. ä.) gezielt in weniger gut ausgelastete Busse und Bahnen gelenkt. Gleichzeitig dienen derartige Angebote der Kundenbindung und sind teilweise sozialpolitisch erwünscht.

### Preisdifferenzierung 3. Grades: Segmentierung

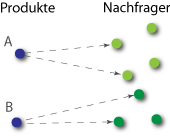
Preisdifferenzierung 3. Grades

Eine Segmentierung der Konsumenten in Gruppen unterschiedlicher Zahlungsbereitschaft aufgrund der Einkommensunterschiede liefert eine weitere Möglichkeit der Preisdifferenzierung. Hierbei wird ein Merkmal einer unterscheidbaren Nachfragergruppe zur Preissetzung herangezogen und ein damit verbundener Preis festgelegt. Bei der Preisgestaltung wird z. B. von folgenden Zusammenhängen ausgegangen:
- Zugehörigkeit einer sozialen Gruppe, die auf Einkommen und eine diesem entsprechende Zahlungsbereitschaft schließen lässt: Schüler und Rentner reagieren der Kalkulation zugrunde liegenden Annahme zufolge wesentlich sensibler auf eine Preisänderung als andere gesellschaftliche Gruppen.
- Räumliche Preisdifferenzierung bzw. vertikale Preisdifferenzierung, bei der die Möglichkeit besteht, mehrere Märkte mit unterschiedlichen Wohlstandniveaus parallel zu bearbeiten.

#### Beispiel: Theaterkarten
Dem Verkauf von vergünstigten Theaterkarten an Schüler liegt primär nicht unbedingt etwa der Wunsch zugrunde, den Jugendlichen einen Zugang zu Kulturgütern zu ermöglichen, sondern eine Strategie der Preisdifferenzierung, weil
- Schüler eine im Vergleich zu Berufstätigen niedrige Zahlungsfähigkeit aufweisen und
- Verluste geringer bzw. Gewinne größer werden, wenn die Zahl der noch nicht belegten Plätze sinkt, und zwar unabhängig von der Höhe des verlangten Preises (Erreichen der Gewinnschwelle durch höhere Kapazitätsauslastung). Damit trägt auch diese Besuchergruppe ihren Anteil zur (Annäherung an das Ideal der) Kostendeckung der Veranstaltung bei.
- Darüber hinaus kann man mit solchen Maßnahmen auch die nächste Generation von Vollpreis-Besuchern durch eine frühe Herausbildung einer entsprechenden Präferenz an das Theater binden.
- Auch können Vorstellungen am Nachmittag (wenn andere Gruppen von Theaterbesuchern tendenziell arbeiten) die Auslastung der Spielstätte verbessern. Fixkosten teilen sich so auf mehr verkaufte Tickets auf.

Eine ähnliche Situation findet man bei der Preisgestaltung der Semestertickets vor.

#### Beispiel: Eintritt in Freizeiteinrichtungen
Viele Rabatte für Familien oder Senioren erwecken den Eindruck, private Anbieter dächten in Kategorien der Sozialstaatlichkeit. Tatsächlich erhöhen erniedrigte Eintrittspreise oder gar ein kostenloser Eintritt für Kinder die Bereitschaft ihrer erwachsenen Begleiter, das Angebot anzunehmen. „Neidreaktionen“ anderer Besucher kommen in der Regel deshalb nicht auf, weil diese von den Rabatten für Kinder keinen Nachteil haben: Paare ohne Kinder bezahlen nicht mehr als Paare mit Kindern.
Seniorenrabatte erhöhen die Bereitschaft von Großeltern, ihre Enkel zu begleiten (und deren Eltern zu entlasten, was deren Bereitschaft zu einem Besuch der Einrichtung wiederum erhöht). Wenn allerdings z. B. bei einer unteren Altersgrenze von 60 Jahren für die Inanspruchnahme des Seniorenrabatts 59-Jährige, die gesundheitsbedingt nicht mehr erwerbstätig sind und ihrer Enkel wegen die Einrichtung besuchen, den vollen Eintrittspreis bezahlen müssen, während gut verdienende 60-jährige Erwerbstätige ohne Begleitung durch Kinder den Seniorenrabatt erhalten, kann es zu Diskussionen über die Angemessenheit der Tarifgestaltung kommen.
Von praktischer Bedeutung für die Preispolitik eines Anbieters sind derartige Diskussionen vor allem dann, wenn die Preisunterschiede relativ groß sind. Dann besteht das Risiko, dass die Preisgestaltung des Anbieters in der Öffentlichkeit „angeprangert“ wird (mit dem Risiko von Boykott-Maßnahmen gegen den Anbieter). Möglicherweise sanktioniert der Staat die „Diskriminierung“ in Form eines konkreten Diskriminierungsverbots (hier: wegen verbotener Altersdiskriminierung).

## Weitere Einteilung
Günter Wöhe unterscheidet nach zielgruppenspezifischer, mengenmäßiger, räumlicher und zeitlicher Preisdifferenzierung:
| Art der Preisdifferenzierung | Beispiele |
| ---------------------------- | --- |
| zielgruppenspezifische       | Preisermäßigung für Jugendliche (Jugendkonto), Familien (Gruppenreise), Senioren (Seniorenticket)             |
| Kaufmengen                   | Preisermäßigungen für Großabnehmer (Mengenrabatte), Vielflieger, Jahresabonnements, Monatskarten, Netzkarten  |
| räumliche                    | unterschiedliche Preise im Inland, inländischen Regionen und Ausland                                          |
| zeitliche                    | Frühbucherrabatte, last-minute-Reisen, Mondscheintarife, Nachtstrom, Vor-, Haupt- und Nebensaison, Happy Hour |

Zielgruppenspezifische Preisdifferenzierungen berücksichtigen die unterschiedliche Kaufkraft der Altersgruppen, räumliche sind der Vertrieb von Produkten/Dienstleistungen auf räumlich abgegrenzten Märkten zu unterschiedlichen Preisen, zeitliche differenzieren nach der zeitlich unterschiedlich auftretenden Nachfrage und bezwecken die Abschöpfung der Konsumentenrente, gestaffelte Preise richten sich nach der Absatzmenge. Modernes Mittel der Preisdifferenzierung ist im Internet das Geoblocking.

## Online-Handel
Im Online-Handel findet Preisdifferenzierung durch die weit verbreitete dynamische Preisgestaltung (englisch dynamic pricing) statt. Hierbei wird der Preis je nach Tageszeit oder Wetterlage angepasst. Online-Händler setzen auch auf die datenbasierte individualisierte Preisbildung (englisch personal pricing), bei der das durch Algorithmen ermittelte bisherige Surf- und Kaufverhalten, der Standort sowie die Art des benutzten Endgeräts (Apple Computer oder Windows-PC) mit einbezogen werden können.

## Rechtsfragen
Preisdifferenzierungen nach Kunden sind in einer Marktwirtschaft systemkonform. „Die Diskriminierung seiner Marktpartner ist einem Unternehmen in einer Wettbewerbswirtschaft grundsätzlich erlaubt“.
Preisdifferenzierung ist wettbewerbsrechtlich gemäß § 20 Abs. 1 GWB nur bei Marktbeherrschung und Preisbindung generell verboten. Unternehmen mit marktbeherrschender Stellung dürfen sich gemäß § 19 Abs. 2 Nr. 4 GWB ohne sachlichen Grund nicht weigern, „ein anderes Unternehmen gegen angemessenes Entgelt mit einer solchen Ware oder gewerblichen Leistung zu beliefern, insbesondere ihm Zugang zu Daten, zu Netzen oder anderen Infrastruktureinrichtungen zu gewähren, und die Belieferung oder die Gewährung des Zugangs objektiv notwendig ist.“ Ferner dürfen nach § 20 Abs. 1 GWB gleichartige Unternehmen nicht ohne sachlichen Grund unterschiedlich behandelt werden. Nach § 20 Abs. 2 GWB gilt dies ferner auch dann, wenn Abnehmer von bestimmten Lieferanten abhängig sind, also „ausreichende und zumutbare Möglichkeiten, auf andere Unternehmen auszuweichen, nicht bestehen“. Die Preisbindung schließt eine Preisdifferenzierung bereits logisch aus.
Im Allgemeinen sind Preisdifferenzierungen, insbesondere solche 1. und 2. Grades, in Marktwirtschaften zulässig und gelten als legitim. Einschränkungen gelten für Fälle, in denen ein Anbieter eine einem Monopol nahekommende Marktmacht hat, und für solche Preisdifferenzierungen 3. Grades, die vom Gesetzgeber, von Behörden und von Gerichten als gezielte ungerechtfertigte Benachteiligung bestimmter Bevölkerungsgruppen bewertet werden.

### Missbräuchliche Ausnutzung einer marktbeherrschenden Stellung
Für marktbeherrschende Unternehmen, aber auch für Märkte mit wenigen Anbietern, gibt es Rechtsvorschriften, die die Freiheit der Preisgestaltung durch Anbieter einschränken. Sie sollen dem Wettbewerbsschutz dienen.

#### Unternehmen als Vertragspartner
Nach Art. 102 AEU-Vertrag (AEUV) sowie nach § 19 Abs. 4 GWB ist die missbräuchliche Ausnutzung einer marktbeherrschenden Stellung verboten (jedoch nicht schon das Innehaben oder die Ausübung einer solchen Position). Dieser Machtmissbrauch kann nach Art. 102 Satz 2c AEUV insbesondere in der Anwendung unterschiedlicher Bedingungen bei gleichwertigen Leistungen gegenüber Handelspartnern bestehen, wodurch diese im Wettbewerb benachteiligt werden. Das rechtswissenschaftliche Schrifttum unterscheidet insbesondere zwischen:
- Ausbeutungsmissbrauch: Preis- oder Konditionensetzung, die über dem Wettbewerbsniveau liegt und
- Behinderungsmissbrauch: gezielt gegen die Konkurrenz gerichtete Maßnahmen, insbesondere Kampfpreisunterbietungen, Ausschließlichkeitsbindungen oder Lieferungsverweigerungen

Die Bestimmung einer marktbeherrschenden Stellung über den Marktanteil und die Feststellung der Wettbewerbspreise gestalten sich jedoch als schwierig. Von der Praxis des Wettbewerbsrechts werden Strategien als missbräuchlich angesehen, die sich negativ auf die Marktstruktur auswirken, auf dem bereits ein dominierendes Unternehmen tätig ist, insbesondere wenn sie die Aufrechterhaltung oder Entwicklung des Wettbewerbs einschränken.

#### Endverbraucher als Vertragspartner
Die Bestimmungen des Artikels 102 Satz 2a AEUV (unangemessene Preise als Machtmissbrauch) können auch auf Preisdiskriminierungen gegenüber Endverbrauchern angewandt werden.

## Preisdiskriminierung
Preisdiskriminierung bedeutet im Zusammenhang mit der Antidiskriminierungsbewegung, dass Unternehmer den Preis für Produkte oder Dienstleistungen bei gleicher Produkt- und Dienstleistungsqualität am Käufer orientieren im Hinblick auf dessen Rasse oder wegen dessen ethnischer Herkunft, des Geschlechts, der Religion oder Weltanschauung, einer Behinderung, des Lebensalters oder der sexuellen Identität. Das Allgemeine Gleichbehandlungsgesetz (AGG) verbietet in § 1 AGG zwar diese Benachteiligungen, erwähnt aber in der abschließenden Aufzählung des § 2 Abs. 1 AGG nicht die Preisdiskriminierungen. Die Happy Hour für Frauen oder Seniorentickets für Senioren verstoßen zwar gegen § 19 Abs. 1 AGG, sind aber nach § 20 Abs. 1 Nr. 3 AGG zulässig, weil besondere Vorteile gewährt werden und ein Interesse an der Durchsetzung der Gleichbehandlung fehlt. Versicherungsprämien können aufgrund versicherungsmathematischer und statistischer Risikobewertung nach § 20 Abs. 2 Satz 2 AGG unterschiedlich gestaltet werden. Bei Versicherungsverhältnissen, die vor dem 21. Dezember 2012 geschlossen wurden, ist eine unterschiedliche Behandlung wegen des Geschlechts bei Versicherungsprämien zulässig, wenn die versicherungsmathematische und statistische Risikobewertung der bestimmende Faktor ist (§ 33 Abs. 5 AGG).
Preisdiskriminierung als eine Form der Diskriminierung etwa nach Geschlecht (englisch gender pricing) gibt es beispielsweise beim Gender-Pay-Gap (geschlechtsspezifisches Lohngefälle) und der Pink Tax (Mehrpreis für Frauen etwa bei Körperpflegemitteln oder Friseur).
Preisdiskriminierung ist im EU-Recht beim Online-Handel untersagt. Einem Online-Anbieter ist es nach Art. 3 Verordnung (EU) 2018/302 vom 28. Februar 2018 über Maßnahmen gegen ungerechtfertigtes Geoblocking und andere Formen der Diskriminierung aufgrund der Staatsangehörigkeit, des Wohnsitzes oder des Ortes der Niederlassung des Kunden innerhalb des Binnenmarkts und zur Änderung der Verordnungen (EG) Nr. 2006/2004 und (EU) 2017/2394 sowie der Richtlinie 2009/22/EG untersagt, den Zugang von Kunden zu der Online-Benutzeroberfläche des Anbieters aus Gründen der Staatsangehörigkeit, des Wohnsitzes oder des Ortes der Niederlassung des Kunden durch technische Mittel oder auf anderem Wege zu sperren, zu beschränken oder auf andere Webseiten weiterzuleiten. Nach Art. 4 dieser Verordnung dürfen keine unterschiedlichen Allgemeinen Geschäftsbedingungen oder Zahlungsbedingungen (einschließlich der Nettoverkaufspreise) zugrunde gelegt werden. Daher können EU-Bürger beim Online-Kauf von Waren und Dienstleistungen innerhalb der EU-Mitgliedstaaten davon ausgehen, dass ihnen kein höherer Preis wegen ihrer Staatsangehörigkeit oder ihres Wohnsitzlandes berechnet wird.

## International
Die Hochpreisinsel Schweiz ist unmittelbar von internationaler Preisdifferenzierung betroffen. Art. 5 Abs. 4 KartG stellt die Vermutung auf, dass Abreden über vertikale Preisbindung und absoluten Gebietsschutz den wirksamen Wettbewerb beseitigen. Die Diskriminierung von Handelspartnern bei Preisen oder sonstigen Geschäftsbedingungen ist in Art. 7 Abs. 2 lit. b KartG unter anderem für eine möglicherweise unzulässige Verhaltensweise eines marktbeherrschenden Unternehmens erwähnt. Eine Diskriminierung
für sich alleine – also ohne ökonomisch schädlichen Effekt – kann nicht als unzulässig angesehen werden.
In Österreich zeigt eine Studie aus 2017, dass Konsumenten die Preisänderungen vor allem bei Dienstleistungen – insbesondere bei Reisebuchungen – bemerken. Jeweils 25 % gaben an, Preisschwankungen bei Hotel- und Flugbuchungen registriert zu haben. 15 % fiel dies auch bei Pauschalreiseangeboten auf. Produktbezogene Preisänderungen fielen 15 % der befragten Online-Einkäufer bei Unterhaltungselektronik wie Smartphones, Fernsehgeräten und Computern auf, weiteren 13 % bei Haushaltsgeräten und jeweils 10 % bei Bekleidung und Sportartikeln. Überraschend ist, dass 40 % Preisschwankungen beim Online-Einkauf hingegen noch gar nie bemerkt hatten.
In den USA ist die Preisdiskriminierung (englisch price discrimination) grundsätzlich aufgrund des Robinson-Patman Acts vom Juni 1936 untersagt.